# Тринаеста египатска династија
Тринаеста египатска династија је династија древног Египта. Период владавине 13. и 14. династије је од 1795. до 1650. године п. н. е.. Тринаеста династија, заједно са Дванаестом и Четрнаестом припада периоду Средњег краљевства. Почетак овог периода обележила је Једанаеста египатска династија (за цео Египат).
Током Тринаесте династије дошло је до слабљења централне власти, што се одразило на јужној граници, коју заузима Куш и на северу где долази до пробоја азијских народа и локалне династије формирају Четрнаесту династију.